# Гимнопил исчезающий
Гимнопи́л исчеза́ющий (лат. Gymnopílus liquirítiae) — вид грибов, входящий в род Гимнопил (Gymnopilus) семейства Паутинниковые (Cortinariaceae).
Синонимы:
- Agaricus liquiritiae Pers., 1801basionym
- Flammula liquiritiae (Pers.) P. Kumm., 1871
- Fulvidula liquiritiae (Pers.) Romagn., 1937
- Fulvidula microspora Singer, 1937
- Gymnopilus microsporus (Singer) Singer, 1951

## Описание

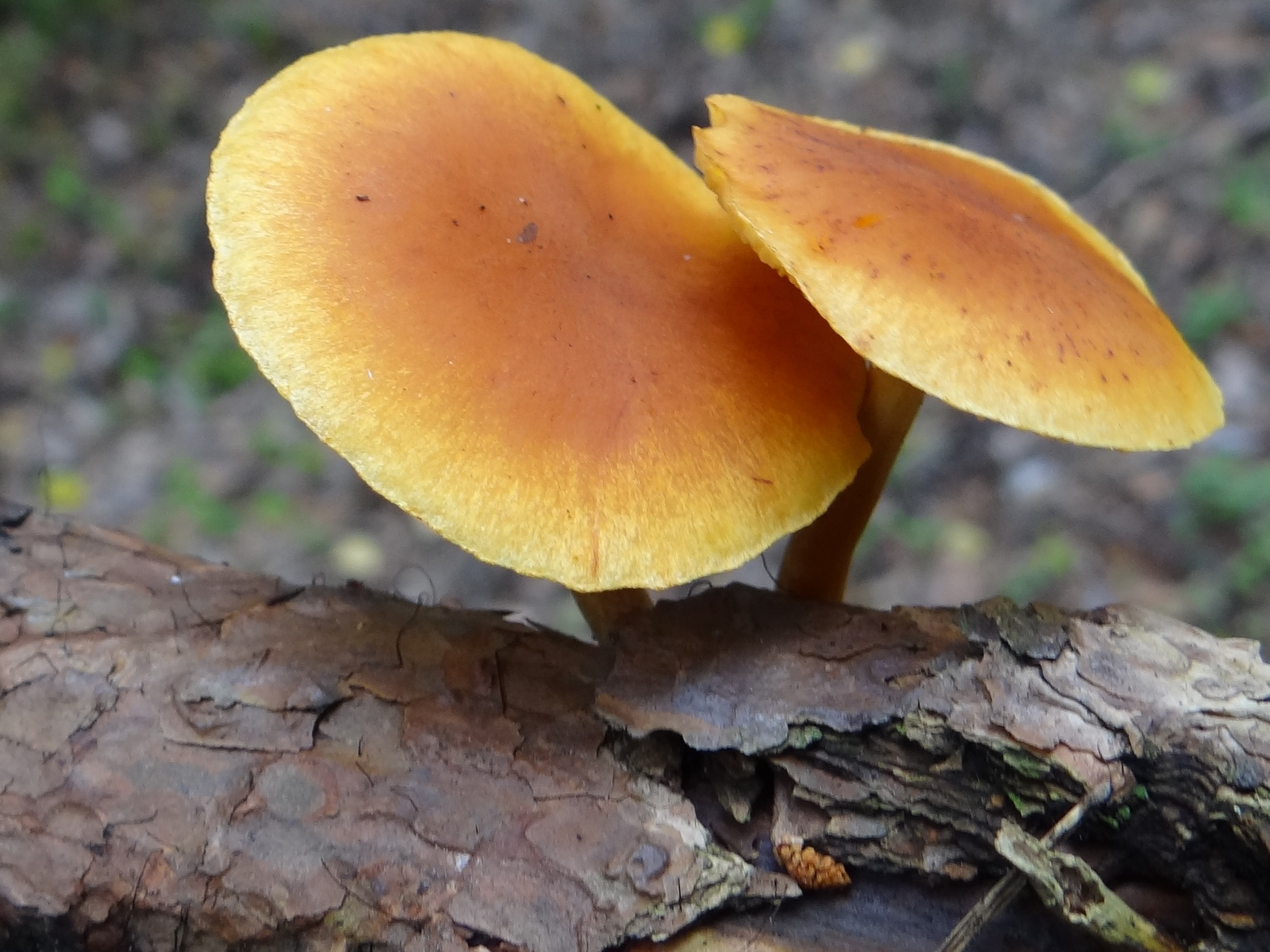

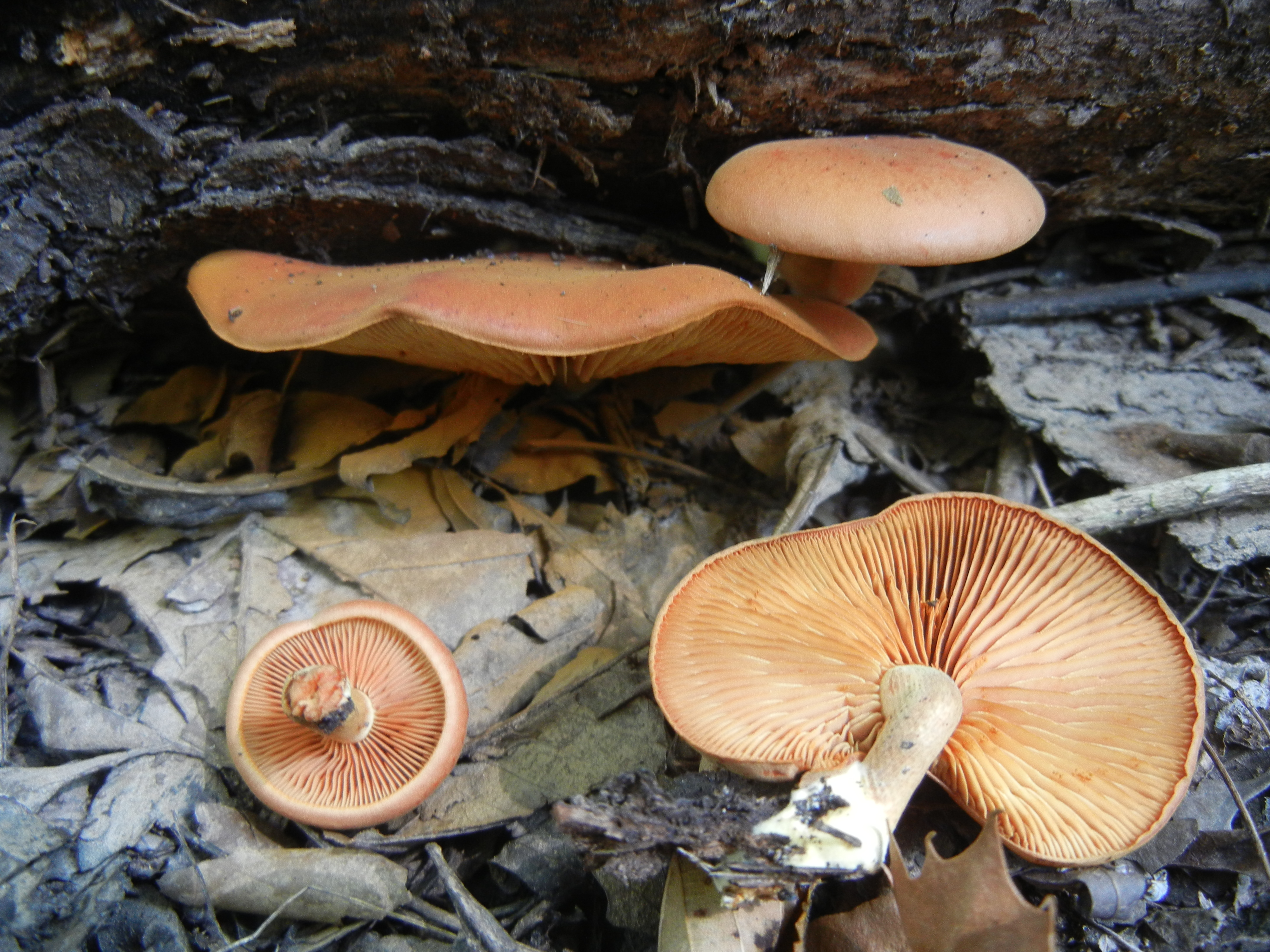

- Шляпка 2—8 см в диаметре, в молодом возрасте выпуклой формы, затем становится плоско-выпуклой и почти плоской, иногда с бугорком в центре, сухая или влажная, почти гладкая, жёлто-оранжевого или жёлто-бурого цвета.
- Мякоть желтоватого или рыжеватого цвета, с приятным или картофельным запахом и горьким вкусом.
- Гименофор пластинчатый, пластинки приросшие или выемчатые, частые, у молодых грибов охристые или рыжеватые, с возрастом становятся оранжевыми или коричневатыми, иногда с буроватыми пятнами.
- Ножка 3—7 см длиной и 0,3—1 см толщиной, обычно почти ровная, полая, волокнистая или гладкая, беловатая или рыжеватая, в верхней части более светлая. Кольцо отсутствует.
- Споровый порошок ржаво-коричневого цвета. Споры 7—10×4—6 мкм, эллипсоидной формы, покрытые бородавками, декстриноидные.
- Токсические свойства гриба не изучены.

## Ареал и экология
Произрастает одиночно или небольшими группами на гниющей древесине хвойных, реже широколиственных, пород деревьев. Широко распространён в Северной Америке.

## Сходные виды
- Gymnopilus rufosquamulosus Hesler, 1969 с коричневатой шляпкой, покрытой мелкими красноватыми или оранжеватыми чешуйками. Кольцо присутствует, располагается в верхней части ножки.